# Saint-Jean-de-Marsacq
Saint-Jean-de-Marsacq is een gemeente in het Franse departement Landes (regio Nouvelle-Aquitaine). De plaats maakt deel uit van het arrondissement Dax. Saint-Jean-de-Marsacq telde op 1 januari 2022 1.810 inwoners.

## Geografie
De oppervlakte van Saint-Jean-de-Marsacq bedroeg op 1 januari 2022 26,4 vierkante kilometer; de bevolkingsdichtheid was toen 68,6 inwoners per km².

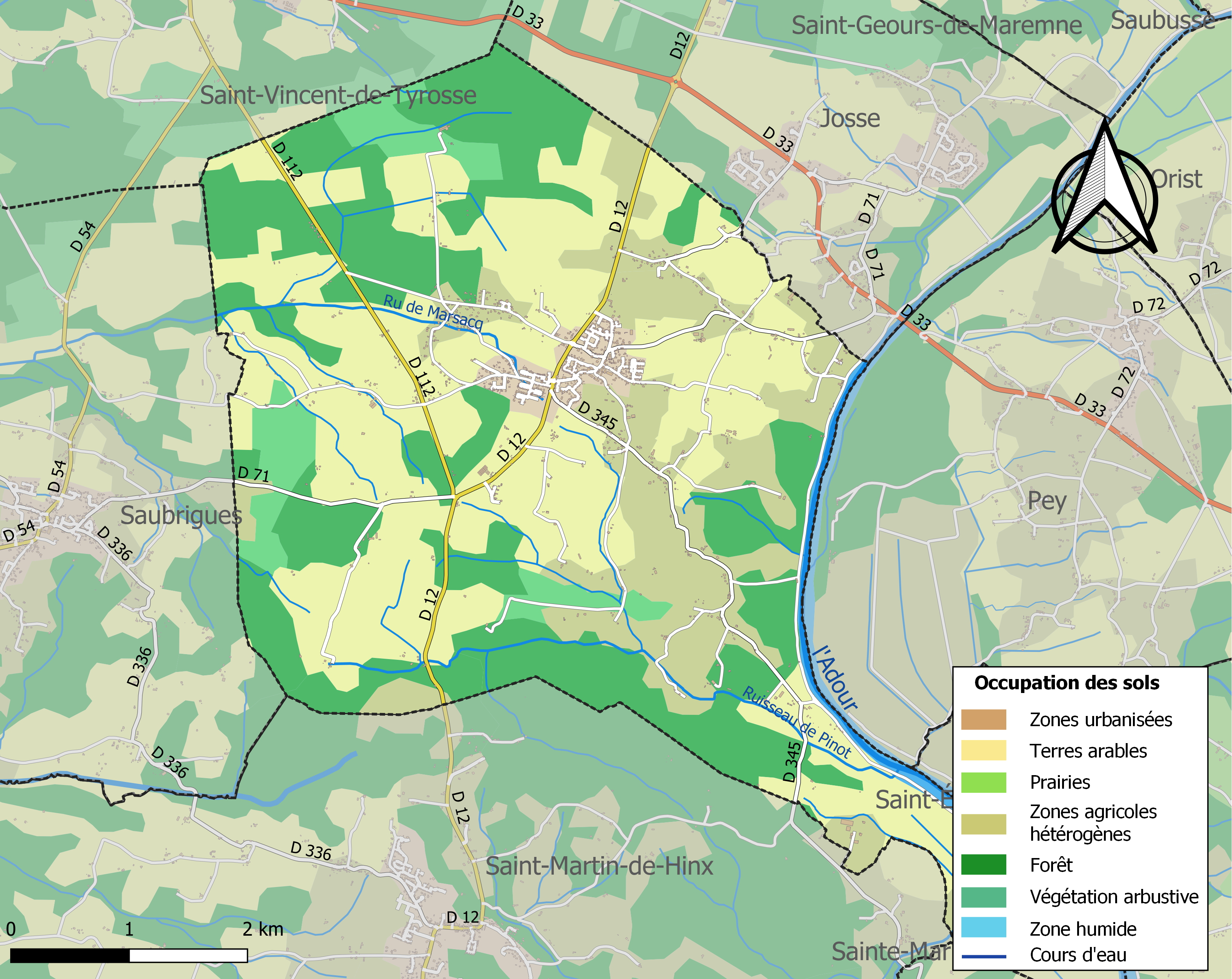
Kaart van de gemeente met de belangrijkste infrastructuur, bodemgebruik en omliggende gemeenten

## Demografie
Onderstaande figuur toont het verloop van het inwonertal (bron: INSEE-tellingen).